# Strategic Command WWII Global Conflict
Strategic Command WWII Global Conflict là tựa game đại chiến lược do hãng Fury Software phát triển và Battlefront.com phát hành vào ngày 4 tháng 3 năm 2010. Đây là phần thứ tư trong dòng game Strategic Command. Giống như những phần trước đây, trò chơi thuộc thể loại chiến lược theo lượt lấy bối cảnh Thế chiến II. Lần đầu tiên, các chiến dịch chính không tập trung vào một chiến trường cụ thể. Thay vào đó là bản đồ toàn cầu. Người chơi điều khiển tất cả các quốc gia thuộc một trong hai phe Phát xít hoặc Đồng Minh.